# Прапор Сінт-Генезіус-Роде
Прапор Сінт-Генезіус-Роде був офіційно прийнятий муніципальною радою 10 березня 1986 року як муніципальний прапор муніципалітету Сінт-Генезіус-Роде в провінції Фламандський Брабант. 7 жовтня 1986 року він був підтверджений урядом Фландрії та остаточно опублікований 3 грудня 1987 року в офіційному бельгійському державному віснику.

Офіційно прапор описується так: 
Три смуги зеленого, білого та зеленого кольорів, співвідношення довжини 1:2:1, з чорною романською вежею церкви на білому, розкритою та замурованою в білий колір.
Зелені смуги символізують Суанський ліс, а церковну вежу було спроектовано відповідно до муніципальної печатки 1449 року. Церковна вежа в муніципальному гербі на білому полі стоїть на зеленій терасі. 

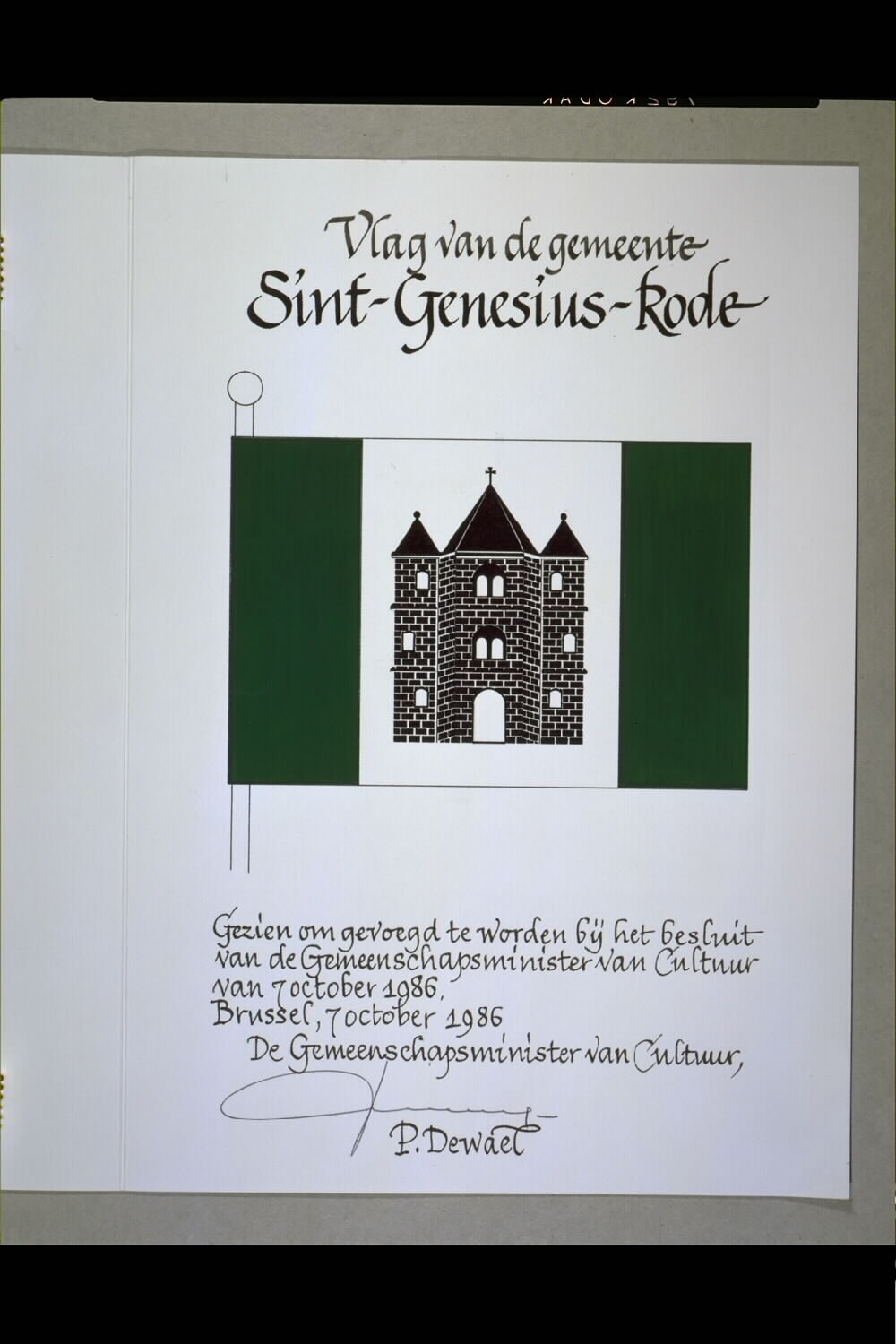
Дизайн прапора, намальований Патріком Девалем
Герб Сінт-Генезіус-Роде